# Jeannette Vega
Jeannette del Rosario Vega Morales (Santiago del Cile, 11 ottobre 1957) è una politica e medica cilena, dall'11 marzo al 25 agosto 2022 ministra dello Sviluppo Sociale e della Famiglia nel governo di Gabriel Boric.

## Biografia
Jeannette nacque a Santiago del Cile l'11 ottobre del 1957, figlia di Pedro Octavio Vega Marín e di María Rosa Morales Umaña. Frequentò gli studi elementari e secondari nel Liceo 7 di Santiago del Cile.
Fece gli studi superiori, invece, presso l'Università del Cile e successivamente si specializzò in medicina generale. Dopo anni, conseguì un dottorato in sanità pubblica all'Università dell'Illinois, negli Stati Uniti.

### Percorso professionale
Dopo la laurea tornò in Cile e da allora lavora nell'Organizzazione Panamericana della Sanità come consulente nazionale in epidemiologia e malattie croniche.
Durante il governo di Ricardo Lagos prese parte alla Segreteria Esecutiva della Riforma della Salute, ed è stata direttrice dell'Istituto di Sanità Pubblica, dal quale si è dimessa il 15 ottobre 2002. Poi, dal 2003 al 2007, lavorò presso l'Organizzazione mondiale della sanità a Ginevra. Qui, lavorò come direttrice del Dipartimento di Equità, Povertà e Determinanti Sociali della Salute.
Nel marzo 2018 entrò a far parte del team della UC Christus Health Network in qualità di responsabile dell'innovazione medica e della trasformazione digitale. Inoltre, dal suo ruolo di consulente esterno della OMS, nel 2019, insieme ad un gruppo di scienziati, presentò la relazione di "Un mondo in pericolo. Relazione annuale sulla preparazione alle emergenze sanitarie", documento nel quale si evidenziavano rischi di un'eventuale pandemia.
L'inchiesta segnalò che il rischio di epidemie diffuse è sempre più grave e che il mondo non dispone ancora delle misure necessarie per prepararsi a questo scenario. Fu dunque chiaro che occorreva avere un piano globale sulle emergenze e un sistema di sorveglianza organizzato, poiché "non è possibile affrontare pandemie se ogni Stato fa la guerra da solo".

### Percorso politico
È stata membro del Partito per la Democrazia dal 1988 al 2018.
Durante il primo mandato della presidente Michelle Bachelet viene nominata sottosegretaria alla sanità pubblica, dove ha dovuto affrontare la pandemia del virus dell'influenza A H1N1, che raggiunse il picco dei 12.258 casi e 155 morti nel Paese. Dopo la fine del governo, diventò la prima direttrice generale della Fondazione Rockefeller. Ha ricoperto questo ruolo fino a quando non si è dimessa per assumere la direzione del Fondo Nazionale della Salute del Cile durante il secondo mandato di Bachelet, dal 2014 al 2018.
Nell'aprile del 2021 ha guidato il team sanitario della precandidatura presidenziale di Paula Narváez, in vista della consultazione cittadina dell'Unità Costituente di quell'anno, arrivato secondo.
Nel febbraio 2022 viene nominata dal presidente eletto Gabriel Boric come titolare del Ministero dello Sviluppo Sociale e della Famiglia, il quale assume l'11 marzo seguente, con l'avvio formale dell'amministrazione.
A seguito del rimpasto del governo Boric, il 25 agosto 2022 finisce il suo ruolo da ministra, che viene assunto ad interim da Paula Poblete, per poi diventarne titolare Kenneth Giorgio Jackson Drago.

## Controversie
Nell'ottobre rassegnò le dimissioni dall'incarico di titolare dell'Istituto per la salute pubblica, dopo essere stata messa in discussione, in particolare dai funzionari di quest'ente, dai presunti contratti stipulati con persone a lei vicine, il pagamento di onorari alle alte cariche e la denuncia di assegni contraffatti. Tutto ciò è costato alla distribuzione più di 10 milioni di pesos.
Successivamente, durante il suo passaggio attraverso il sottosegretario della Sanità Pubblica suscitò nuove polemiche per una violazione alla probità che stava per essere sanzionata. Anni dopo, si seppe che i controllori generali cileni le contestarono infrazioni amministrative. L'ente, infatti, propose di sanzionarla con una multa del 20% della sua retribuzione mensile e un'annotazione di demerito di quattro punti del suo curriculum. Tuttavia, nel 2014, l'ex ministro della Salute Jaime Mañalich, che era responsabile di tale sanzione, in qualità di ministro entrante nel 2010, dichiarò in un'intervista al quotidiano "La Segunda" di aver scelto di non applicare l'ammonizione poiché "i fatti non gli sembrarono di estrema gravità".